# Chương trình Soyuz

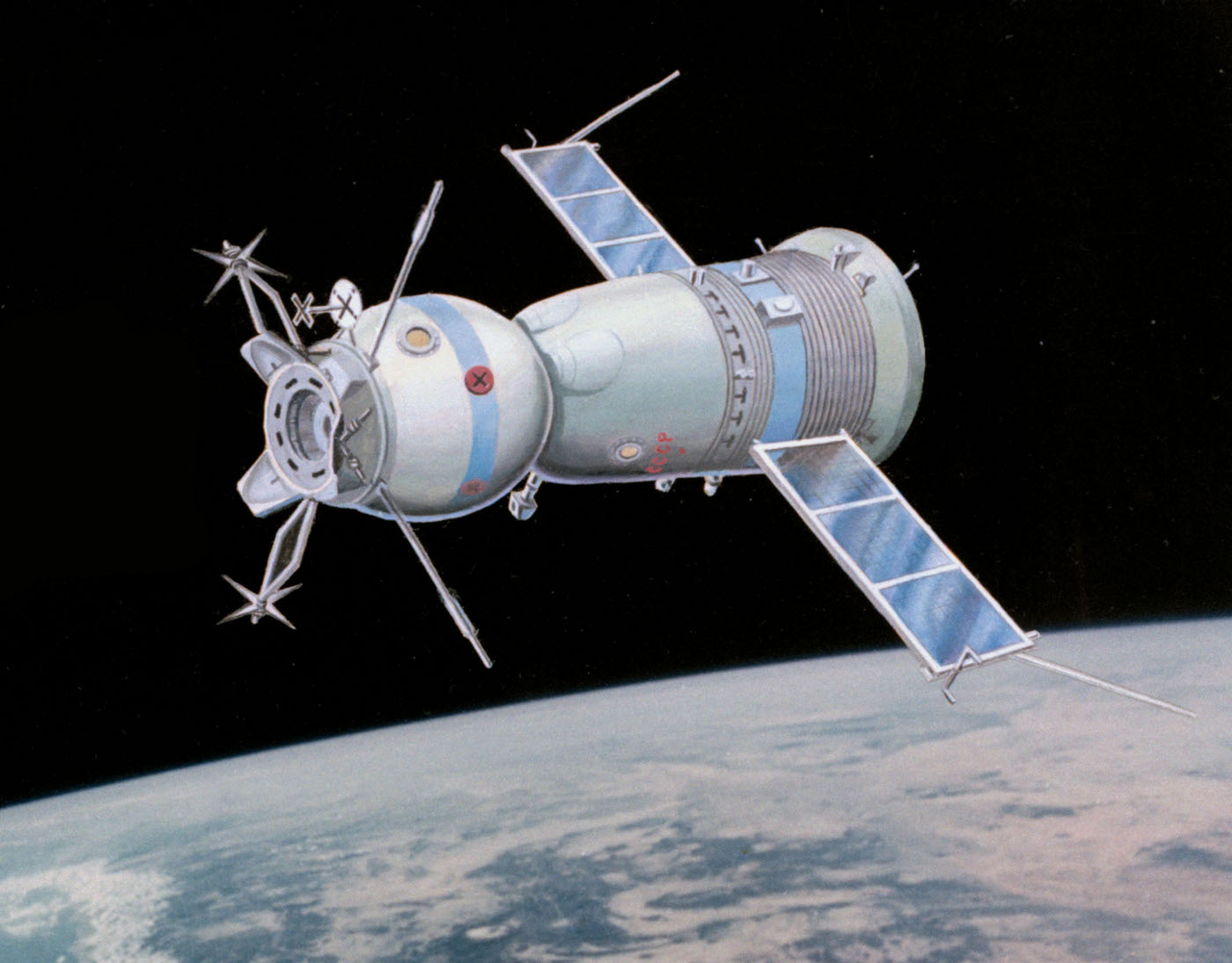
Tàu Soyuz 19 từ Dự án thử nghiệm Apollo–Soyuz.

Chương trình Soyuz (/ˈsɔɪjuːz/ SOY-yooz, /ˈsɔː-/ SAW-; tiếng Nga: Союз [sɐˈjus], nghĩa là "Liên hợp") là một chương trình vũ trụ có người điều khiển được khởi động bởi Liên Xô vào đầu những năm 1960, ban đầu là một phần của một dự án lên Mặt Trăng với dự định đặt một phi hành gia Liên Xô lên Mặt Trăng. Đó là chương trình vũ trụ thứ ba của Liên Xô sau chương trình Vostok và chương trình Voskhod.
Chương trình bao gồm tàu vũ trụ Soyuz và tên lửa Soyuz và được phụ trách bởi Roscosmos. Kể từ khi các tàu con thoi không còn được sử dụng vào năm 2011, tất cả những chuyến bay đến và rời Trạm không Gian Quốc tế đã được thực hiện bằng cách sử dụng Soyuz.

## Tên lửa Soyuz

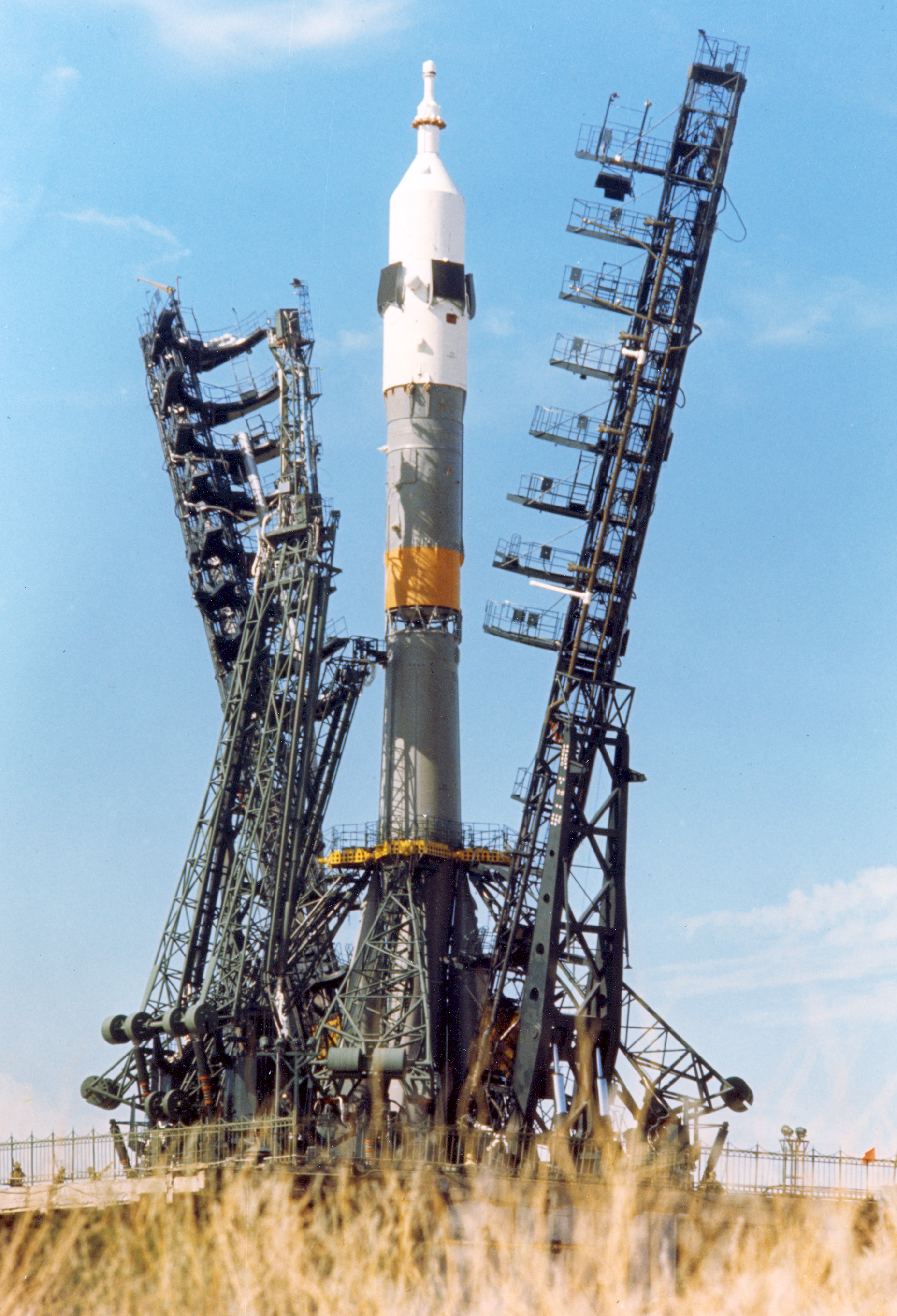
Tên lửa Soyuz trên bệ phóng.

Phương tiện được sử dụng phóng tàu Soyuz là loại dùng một lần được sản xuất ở Trung tâm Nghiên cứu và Sản xuất tên lửa vũ trụ (TsSKB-Progress) ở Samara, Nga. Cùng với việc được sử dụng trong những lần phóng tàu Soyuz có người lái, nó còn được dùng để phóng Tàu vận tải Tiến bộ không người lái lên Trạm Vũ trụ Quốc tế và những vụ phóng thương mại được điều hành bởi TsSKB-Progress và công ty Starsem. Hiện tại, những con tàu Soyuz được phóng từ sân bay vũ trụ Baikonur ở Kazakhstan và sân bay vũ trụ Plesetsk ở tây bắc nước Nga và từ 2011, tàu Soyuz còn được phóng ở Trung tâm vũ trụ Guyane ở Guyane thuộc Pháp. Địa điểm mới đã xử lý những lần phóng tên lửa từ 21 tháng 10 năm 2011, lần phóng đầu tiên ở đây. Đến tháng 7 năm 2014, 8 tàu Soyuz được phóng từ Guyane thuộc Pháp, tất cả đều thành công.

## Tàu vũ trụ Soyuz
Thiết kế cơ bản của tàu Soyuz là nền tảng của nhiều dự án khác, đa số còn không được thực hiện. Hình dạng ban đầu của nó được dự định là sẽ đưa còn người lên mặt trăng mà không cần tên lửa đẩy lớn như tàu Saturn V hay tàu N-1 của Liên Xô bằng cách liên tục gắn nó với những khoang trên đã được đưa lên quỹ đạo từ những quả tên lửa giống như Soyuz. Thiết kế này và thiết kế dùng cho dân sự bau đầu được sáng tạo bởi nhà thiết kế trưởng người Liên Xô Sergei Pavlovich Korolev, tuy ông không sống được đến ngày thấy tên lửa của mình bay lên. Vài biến thể quân sự đã học theo thiết kế này, nhưng chúng không được thông qua.
Một tàu vũ trụ Soyuz của gồm có ba phần (từ trước ra sau):
- một module quỹ đạo hình cầu
- một module hồi quyển nhỏ có dạng khí động học
- một module dịch vụ hình trụ với các tấm pin mặt trời gắn liền

Đã có nhiều biến thể của tàu vũ trụ Soyuz, bao gồm:
- Soyuz-A 7K-9 K-11K đề xuất về đưa vệ tinh bay quanh mặt trăng (1963)
  - ý tưởng về tàu có người lái của Soyuz 7K
  - tên lửa đẩy được đề xuất của Soyuz 9K
  - buồng nhiên liệu được đề xuất của Soyuz 11K
- Soyuz 7K-OK (1967-1970)
  - Soyuz 7K-L1 Zond (1967-1970)
  - Soyuz 7K-L3 LOK (1971-1972)
- Soyuz 7K-OKS (1971)
- Soyuz 7K-T hoặc "phà" (1973-1981)
  - Soyuz 7K-T/A9 (1974-1978)
  - 7K-MF6 (NĂM 1976)
- Soyuz 7K-TM (1974-1976)
- Soyuz-T (1976-1986)
- Soyuz-TM (1986-2003)
- Soyuz-TMA (2003-2012)
- Soyuz-ACTS (2006)
- Soyuz-THA-M (2010-2016)
- Soyuz MS (kể từ năm 2016)
- Soyuz quân sự (P, PPK, R, 7K-VI Zvezda, và OIS)
  - Soyuz P: đề xuất về bộ chặn vệ tinh có người điều khiển (1962)
  - Soyuz R: đề xuất về tàu chỉ huy-trinh sát (1962)
    - Soyuz 7K-TK (1966)

  - Soyuz PPK: phiên bản sửa đổi của Soyuz P (1964)
  - Soyuz 7K-VI Zvezda: đề xuất về trạm không gian(1964)
  - Soyuz OIS (1967)
    - Soyuz OB-VI: đề xuất về trạm không gian (1967)
    - Soyuz 7K-S: đề xuất về vận tải quân sự (1974)
    - Soyuz 7K-ST ý tưởng cho Soyuz T và TM (1974)

## Biến thể
Tàu vũ trụ Zond là một biến thể khác, được thiết kế để đưa một phi hành đoàn trong một quỹ đạo số tám quanh Trái Đất và mặt trăng, nhưng không bao giờ đạt được mức độ an toàn hay chính trị cần phải được sử dụng để như vậy.
Cuối cùng, loạt các tàu chở hàng không người lái cho các phòng thí nghiệm không gian Salyut và Mir sử dụng điều hướng tự động và cơ chế lắp ghép (nhưng không phải là khoang hồi quyển) của Soyuz.Mặc dù không phải là biến thể trực tiếp, tàu Thần Châu của Trung Quốc cũng tuân theo những hình mẫu tàu Soyuz.

## Thư viện

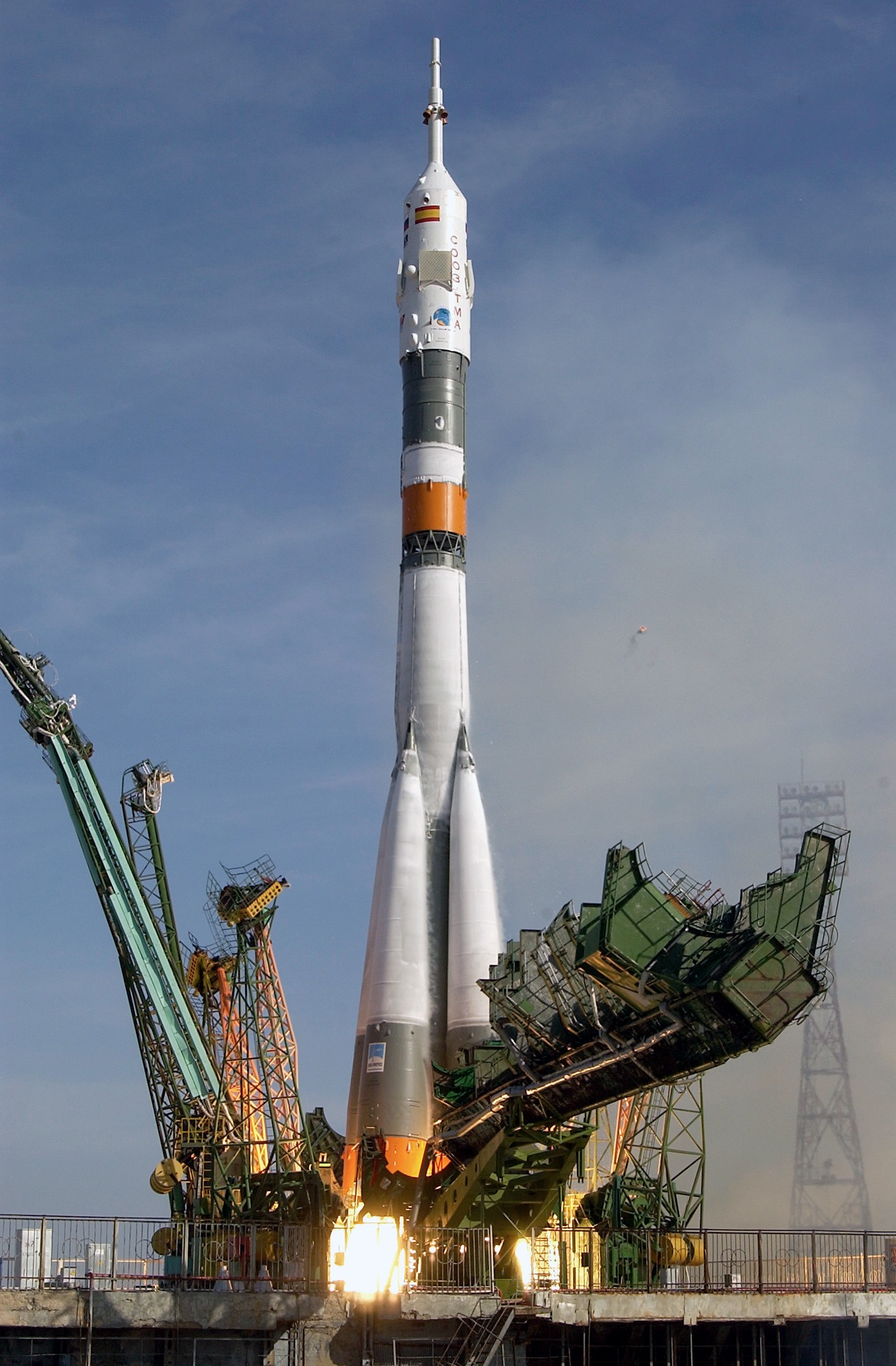
Tàu Soyuz TMA-3 được phóng
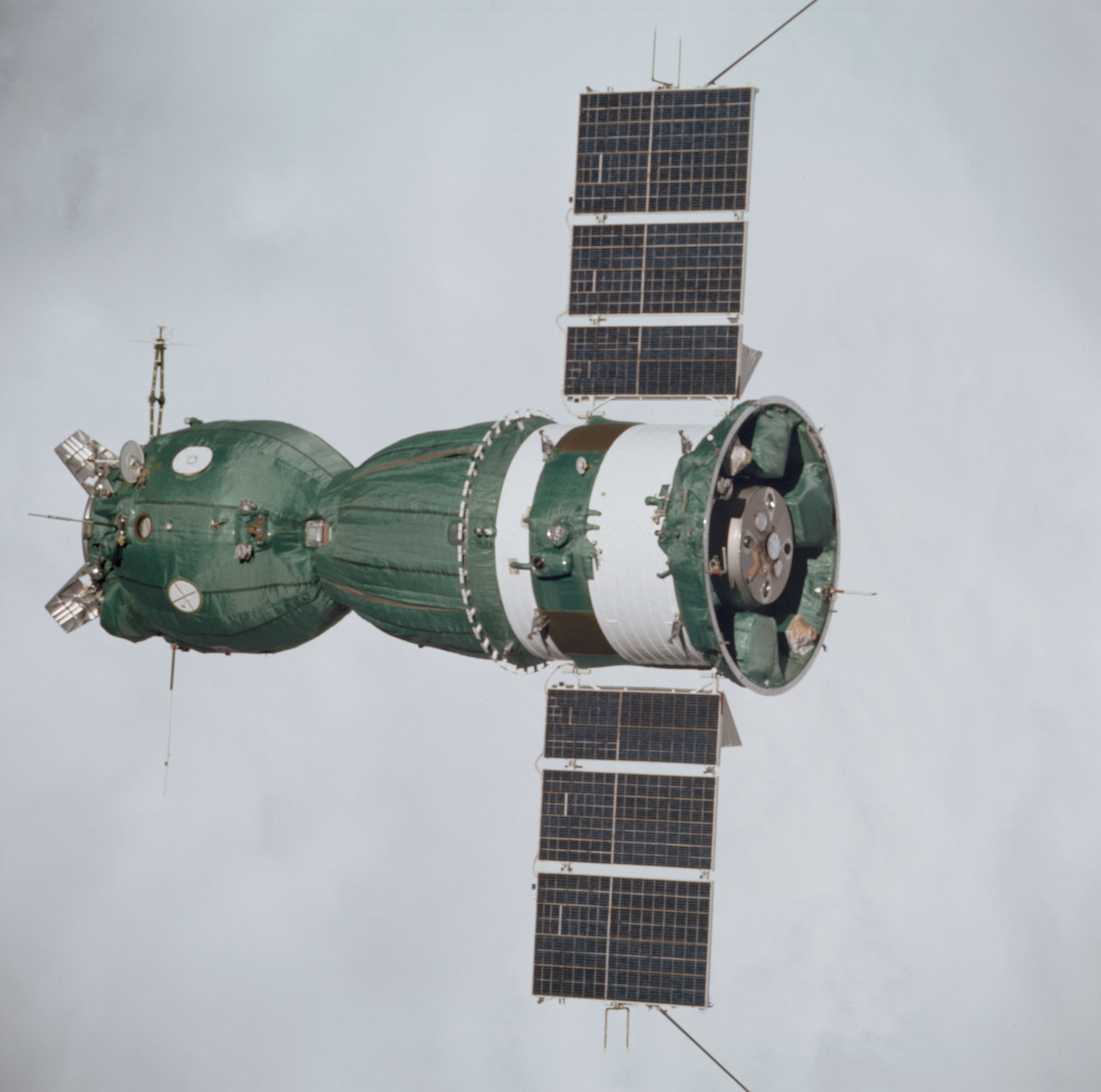
Tàu Soyuz 19 ở trong tàu vũ trụ Apollo từ Dự án thử nghiệm Apollo–Soyuz, tháng 7 năm 1975
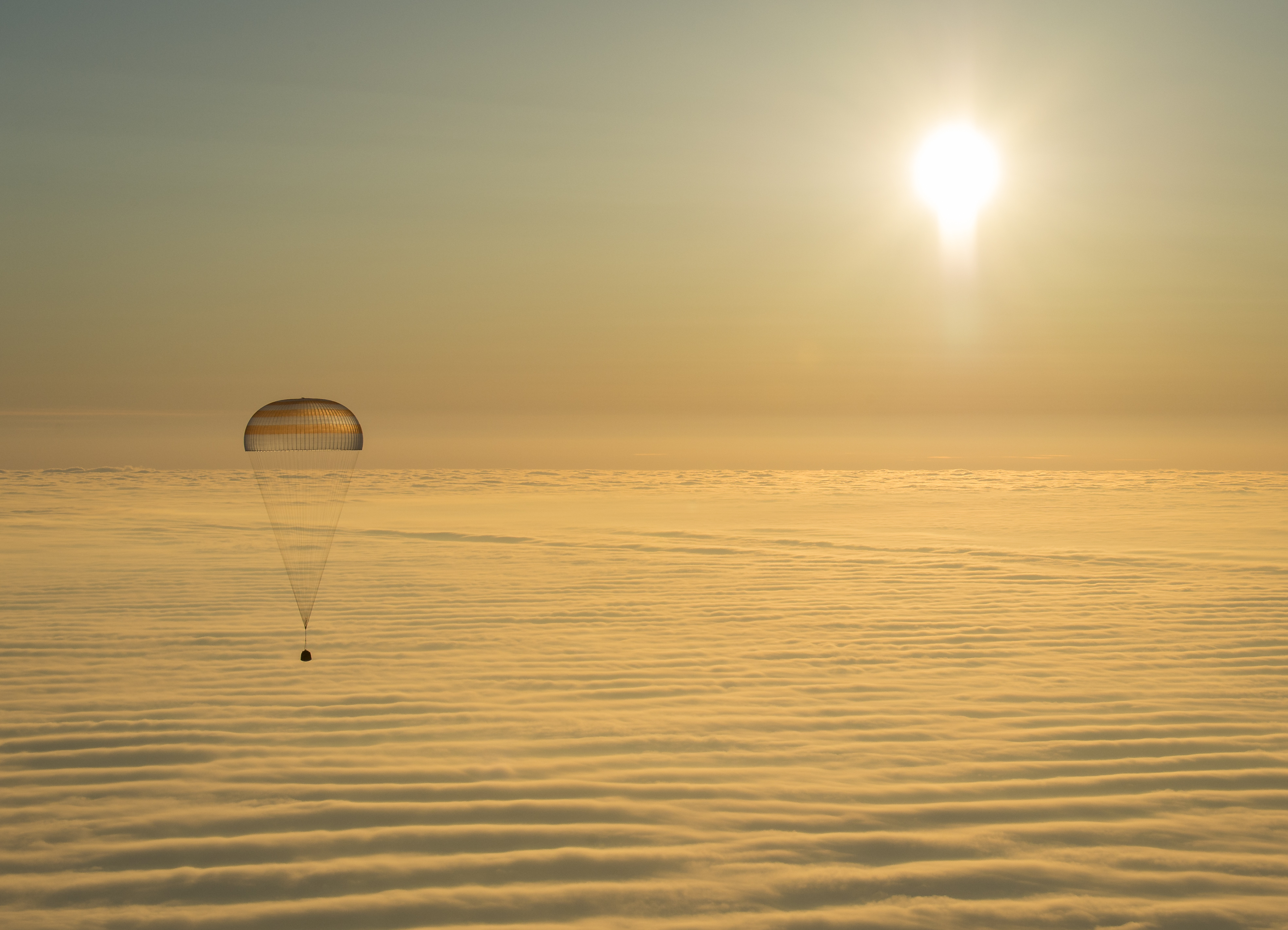
Soyuz TMA-14M hạ cánh
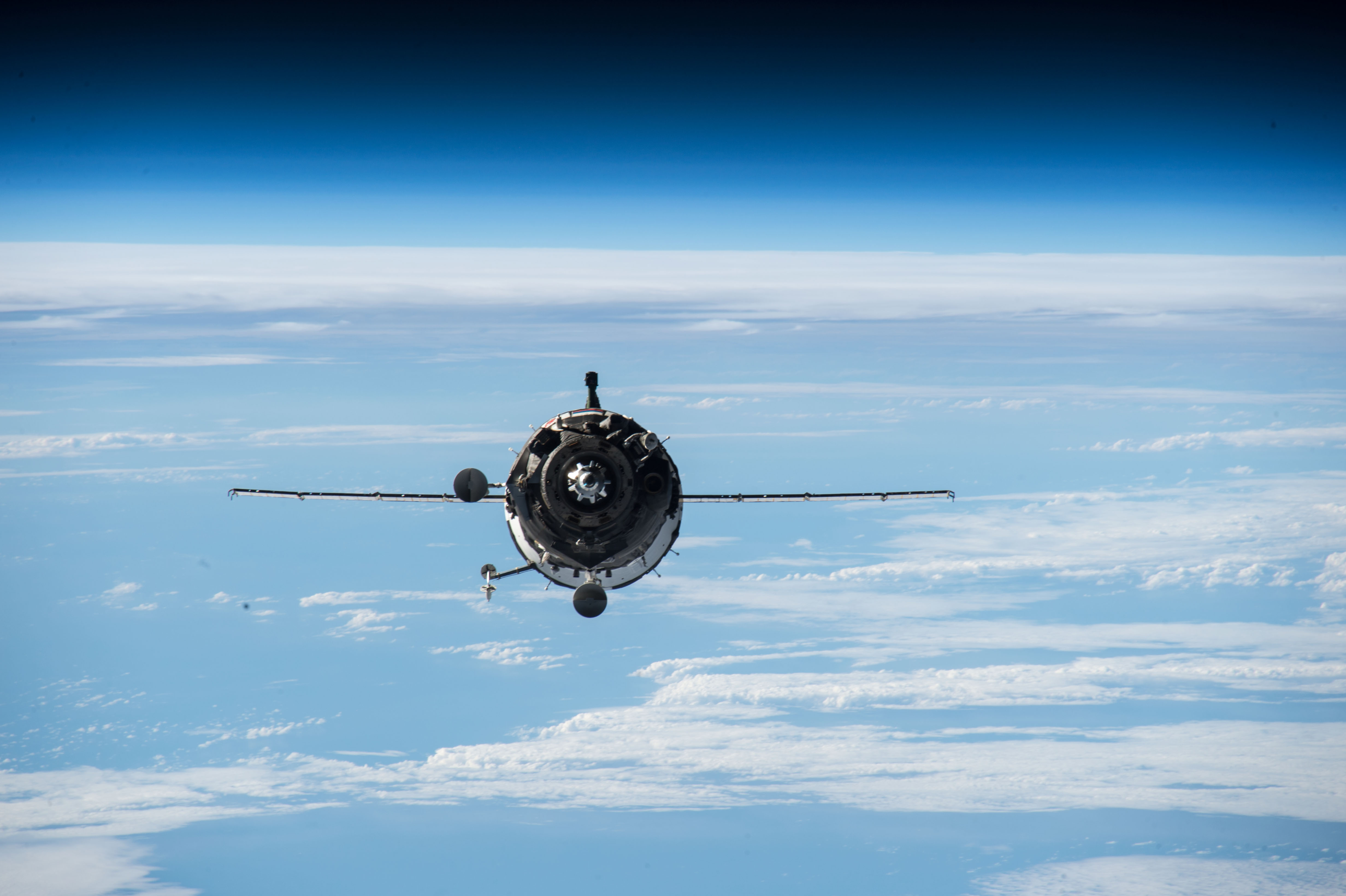
Soyuz TMA-16M tiếp cận ISS

## Chuyến bay có người lái
Xem danh sách nhiệm vụ vũ trụ có người lái của Liên Xô và danh sách nhiệm vụ vũ trụ có người lái của Nga

## Chuyến bay không người lái
1. Kosmos 133
2. Thất bại
3. Kosmos 140
4. Kosmos 186
5. Kosmos 188
6. Kosmos 212
7. Kosmos 213
8. Kosmos 238
9. Soyuz 2
10. Kosmos 379
11. Kosmos 396
12. Kosmos 434
13. Kosmos 496
14. Kosmos 573
15. Kosmos 613
16. Kosmos 638
17. Kosmos 656
18. Kosmos 670
19. Kosmos 672
20. Kosmos 772
21. Soyuz 20
22. Kosmos 869
23. Kosmos 1001
24. Kosmos 1074
25. Soyuz T-1
26. Soyuz TM-1